# TinyVPN
TinyVPN（たいにーぶいぴーえぬ）とは、有限会社シモウサ・システムズが開発・販売する仮想LANを構築するVPNソフトウェア。機能を限定したフリーエディションと、フル機能のプロフェッショナルエディションがある。
類似のソフトウェアとして、PacketiX VPNがある。